# Jacaranda praetermissa
Jacaranda praetermissa là một loài thực vật có hoa trong họ Chùm ớt. Loài này được Sandwith mô tả khoa học đầu tiên năm 1954.